# Velké Meziříčí (zámek)
Zámek Velké Meziříčí vznikl z původního hradu z poloviny 13. století. Po přestavbě na renesanční zámek získal svou současnou podobu ve stylu novogotiky koncem 19. století. Zámek je soukromým majetkem, část jeho prostorů využívá Muzeum Velké Meziříčí, v letech 1952–1976 zde fungovala i porodnice. Rozsáhlý areál včetně hradeb a parku je na seznamu kulturních památek zapsán od roku 1958.

## Historie
Zmínky o hradě z let 1113 a 1197 jsou pozdějšími falzifikáty, stejně tak sporná je zmínka o Meziříčí k roku 1236. Dle stavebně historického a dendrochronologického výzkumu je však zřejmé, že již kolem roku 1250 pozdně románský hrad stál a v šedesátých letech 13. století byl stavebně upravován (viz sál s gotickými freskami), zřejmě Vznatou z Meziříčí erbu křídla z rodu Tasovců, zmiňovaném v roce 1281. Přímá zpráva o hradu pochází až z roku 1377, kdy jej stále vlastnili páni z Meziříčí, rodová větev pánů z Lomnice. Na přelomu 14. a 15. získal zdejší panství Lacek z Kravař, za nějž došlo k přestavbě hradu, poté krátce patřil pánům z Pernštejna (1528–1552) a meziříčský hrad tak byl rodištěm významného člena rodu Vratislava z Pernštejna. Následně od bratří z Pernštejna kupuje panství Zikmund Helt z Kementu (1514-1564), český místokancléř uherského původu. Dokončení renesanční přestavby zámku je datováno rokem 1578 za Aleny Meziříčské z Lomnice (1540–1610), druhé manželky Zikmunda Helta z Kemnetu, posléze provdané Berkové z Dubé a Lipé. Za Berků z Dubé počátkem 17. století patřilo Meziříčí k největším územním celkům na Vysočině a jenom inventář zámku byl odhadován na 40 000 zlatých. Po krátké epizodě ve vlastnictví Kouniců se Meziříčí stalo sídlem císařského generála Petra z Ugarte (1676). Za vlády Ugartů došlo k velkém požáru města a následné přestavbě zámku v barokním slohu za účasti architekta Václava Špačka (1733).
Poslední prodej panství proběhl v roce 1735, od té doby na další majitele přecházel jen dědictvím. Finanční problémy Ugartů a jejich přesídlení na Znojemsko vedly k prodeji meziříčského panství v roce 1735 vévodovi Leopoldu Šlesvicko-Holštýnskému. Po jeho úmrtí přešlo Meziříčí přes ženské potomstvo na rod Lichtenštejnů a později Lobkoviců. Leopoldina Lobkowiczová, rozená Lichtenštejnová, nechala v nedalekém Netíně postavit rodovou hrobku, její syn c. k. polní zbrojmistr Rudolf Ferdinand z Lobkowicz (1840–1908) podnikl pseudogotické úpravy zámku a dal tak celému areálu současnou podobu. Po jeho smrti zdědila Meziříčí sestra Anna, provdaná Harrachová. Hrabě František Harrach (1870–1937) v rámci vojenských manévrů v roce 1909 hostil na zámku arcivévodu Františka Ferdinanda a později byl jeho pobočníkem. V souvislosti s touto návštěvou byl zámek elektrifikován. Velkostatek Velké Meziříčí stále patřil k největším soukromým majetkům na Vysočině, jeho rozloha počátkem 20. století byla 6 500 hektarů půdy.
Po smrti Františka Harracha zdědila zámek jeho dcera Josefína, provdaná Podstatzká-Lichtenstein (1905–2000). Přihlásila se k české národnosti, takže zámek jí byl zkonfiskován až po roce 1948 a v restitučním řízení jej v roce 1995 získala zpět. Od roku 2000 zámek vlastnili její synové František Karel a Jan Nepomuk a dcera Marie. František Karel Podstatzký-Lichtenstein zemřel v roce 2016 bez potomstva, Marie Podstatzká-Lichtensteinová v roce 2021 také bezdětná. Zámek nyní spravuje jejich bratr Jan Nepomuk (* 1937) se svými syny. Zasloužil se o náročnou obnovu celého zámku a odkrytí i restaurování významných raně gotických fresek v hradním sále s Legendou sv. Markéty a torzem rytířského klání pána z Meziříčí ze 13. století.
Sousední zámeckou novogotickou kapli Neposkvrněného početí Panny Marie, dokončenou za hraběte Harracha a roku 1911 vysvěcenou biskupem brněnským Pavlem hrabětem Huynem, dne 13. července 2024 znovu požehnal s novým oltářem sv. Markéty Antiochijské brněnský biskup Pavel Konzbul.

### Přehled majitelů
- do 1399 páni z Meziříčí (erbu stříbrného/bílého křídla v červeném štítě) z rozrodu Tasovců čili vymřelé větvě pánů z Lomnice
- 1399–1416 Lacek z Kravař a Helfštejna
- 1416–1447 páni z Kravař a Plumlova
- 1447–1528 opět páni Meziříčtí z Lomnice
- 1528–1552 páni z Pernštejna
- 1552–1592 páni Heltové z Kementu
- 1592–1649 páni Berkové z Dubé a Lipé
- 1649–1676 hrabata z Kounic
- 1676–1735 hrabata z Ugarte
- 1735–1744 Leopold vévoda Šlesvicko-Holštýnský
- 1744–1760 jeho dcera Marie Eleonora princezna Šlesvicko-Holštýnská, provdaná Gonzagová vévodkyně z Guastally
- 1760–1812 její neteř Marie Eleonora princezna z Öttingen-Spielbergu, provdaná princezna z Liechtensteina
- 1812–1819 její syn Mořic princ z Liechtensteina
- 1819–1899 jeho dcera Leopoldina z Liechtensteina, provdaná princezna z Lobkowicz
- 1899–1908 její syn Rudolf princ z Lobkowicz
- 1908–1937 jeho synovec František Maria Alfred hrabě Harrach
- 1937–1948 jeho dcera Josefa Harrachová, provdaná Podstatzká-Lichtenstein
- 1948–1995 československý, resp. český stát
- 1995–2000 Josefa Harrachová, provdaná Podstatzká-Lichtenstein (znovu)
- od 2000 její děti František Karel († 2016), Maria (†  2021) a Jan Podstatzký-Lichtenstein

## Galerie

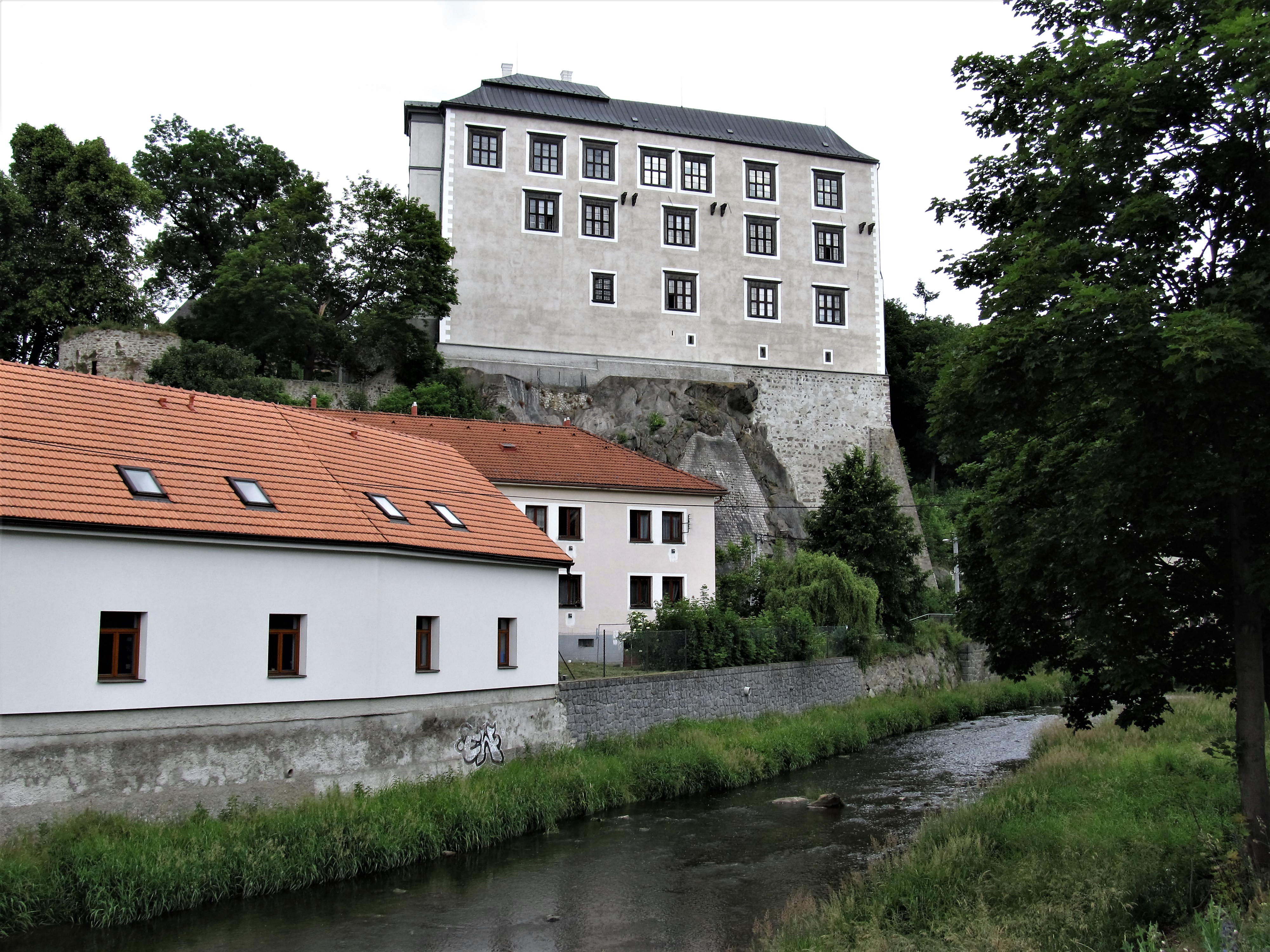
Východní křídlo zámku a nejstarší části bývalého hradu od řeky Oslavy
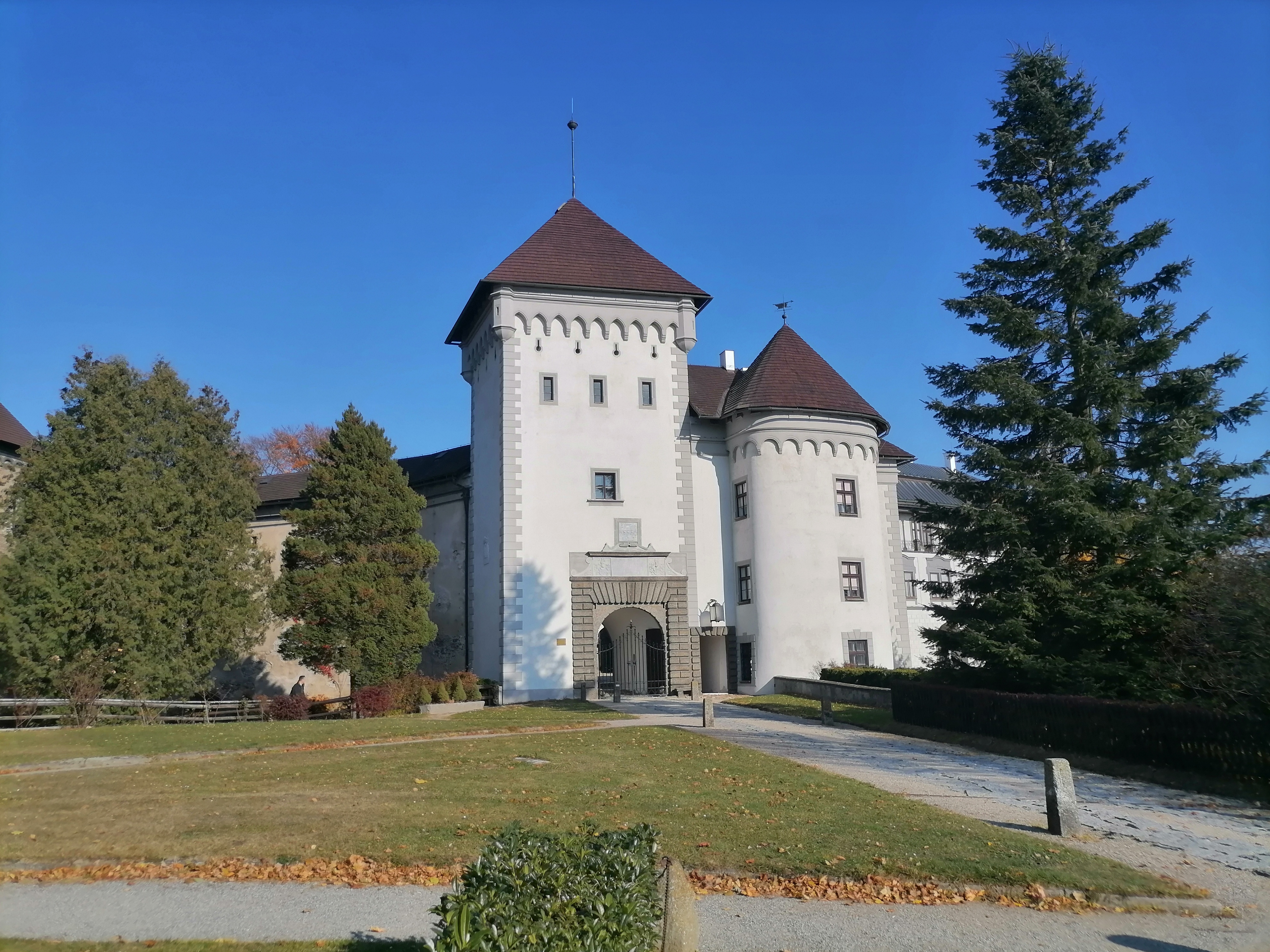
Hlavní věžní brána do nádvoří zámku s renesančním erbovním portálem
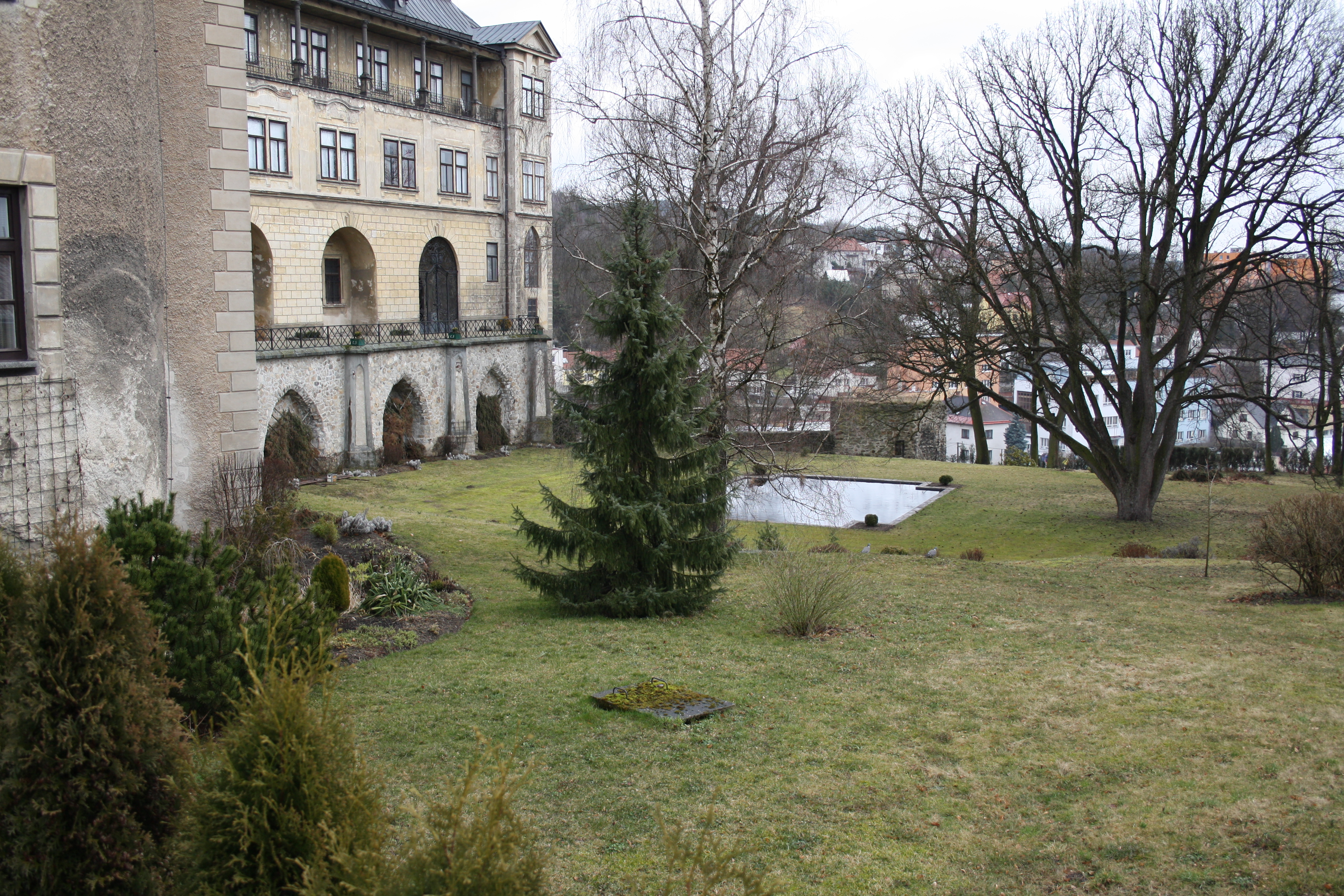
Zámecká zahrada
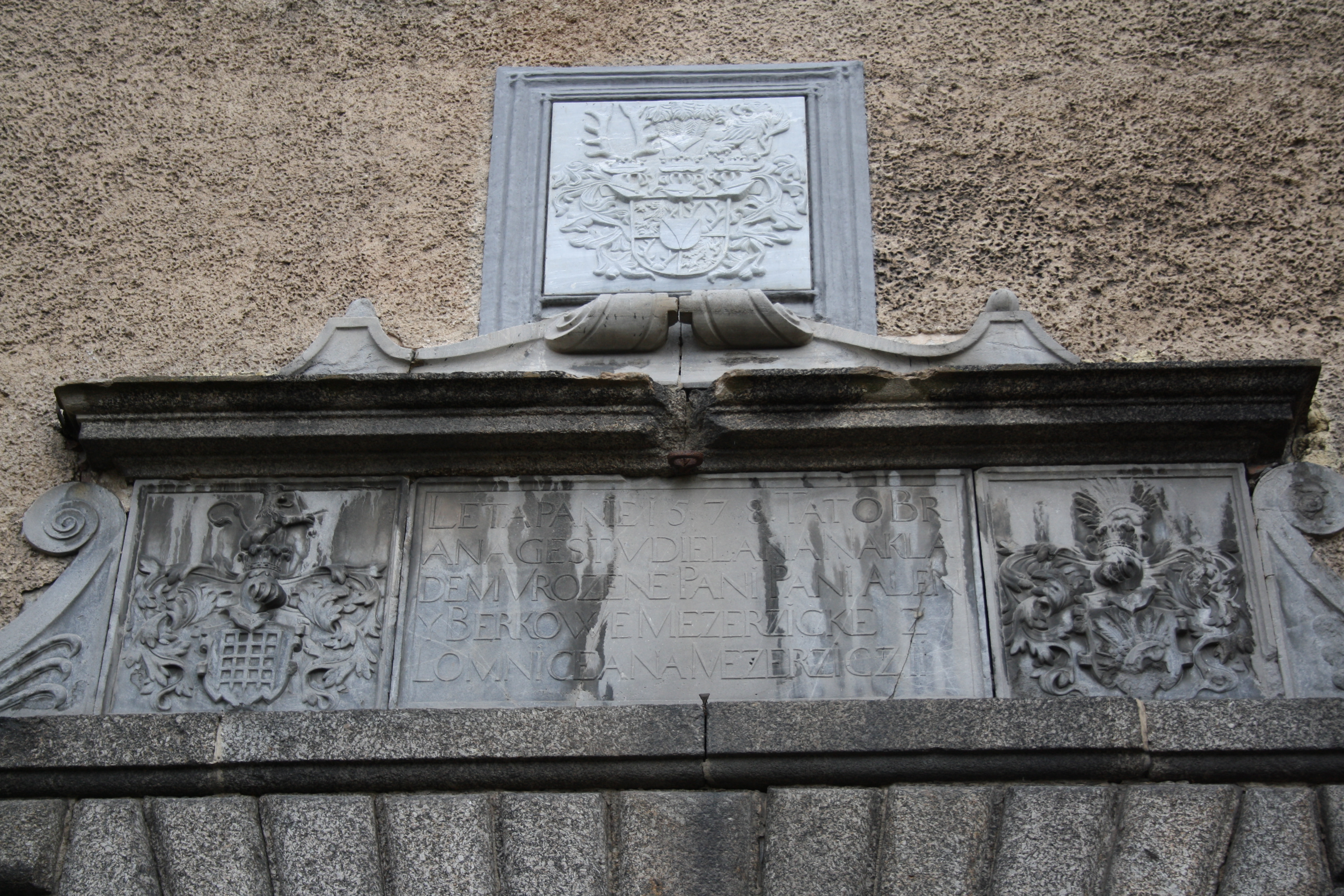
Současný erb rodu Podstatzký-Lichtenstein nad aliančními znaky Heltů z Kementu a Meziříčských z Lomnice
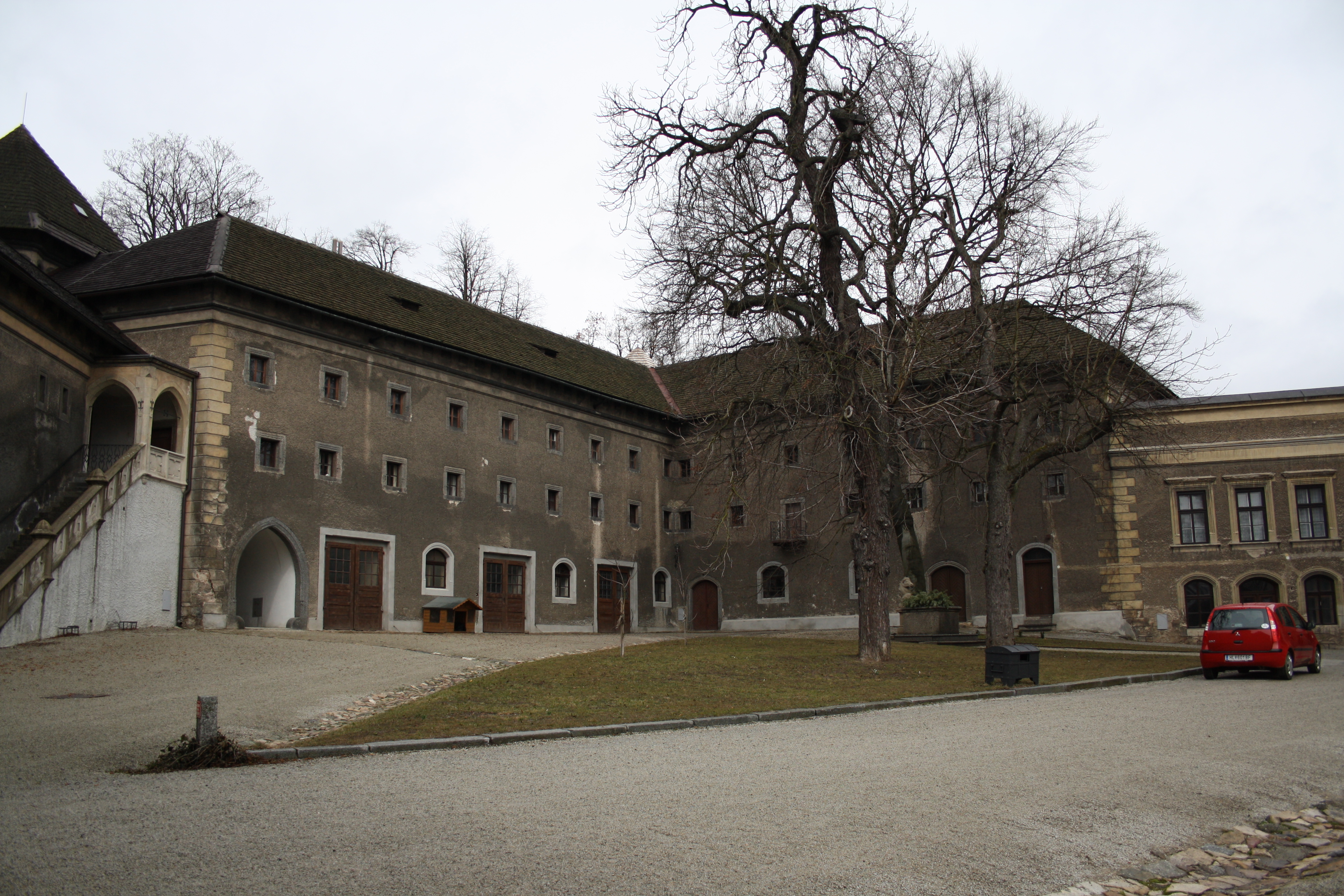
Hospodářské budovy na nádvoří
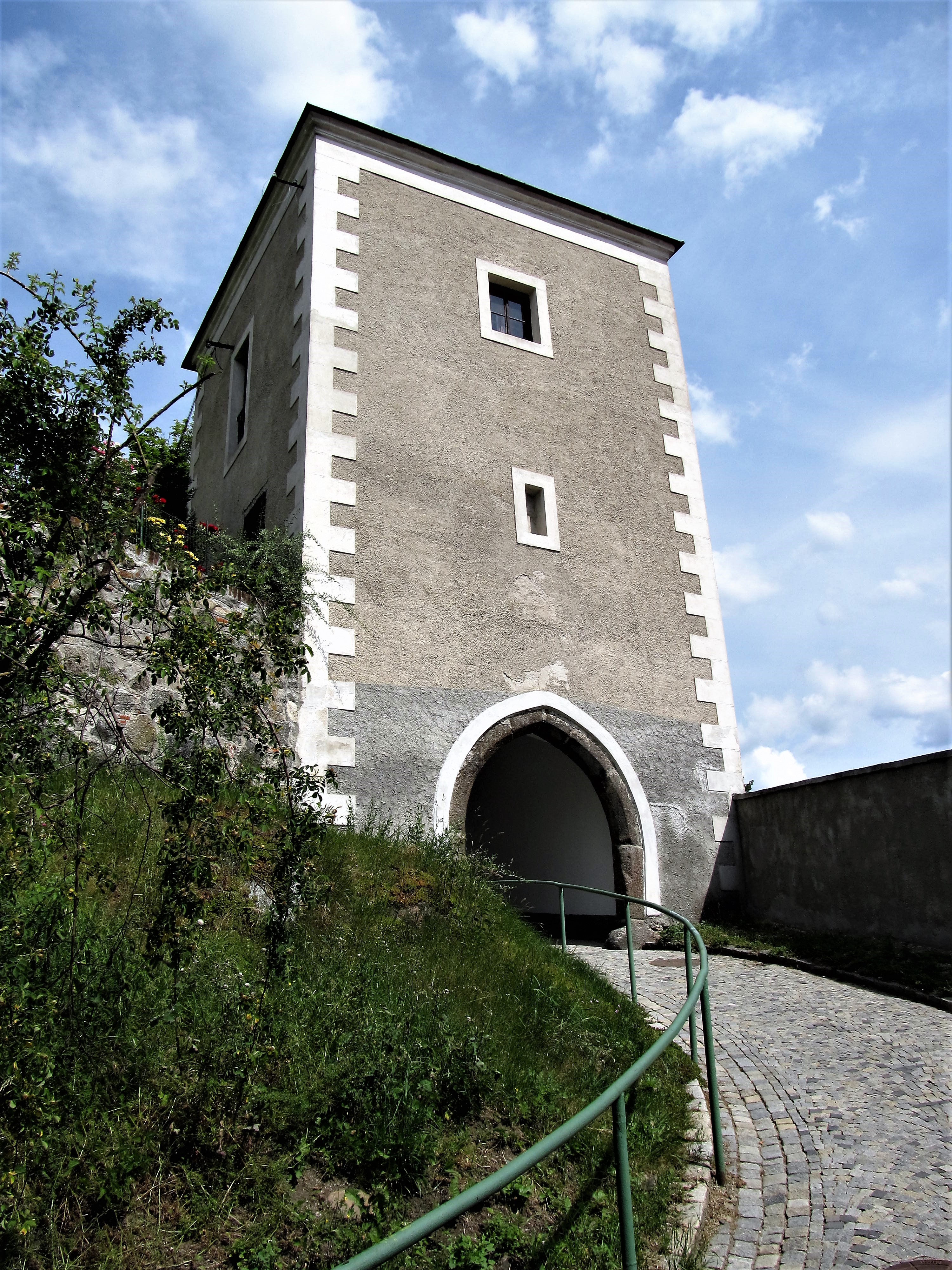
Vstupní brána ve vnější obranné věži zámeckého areálu
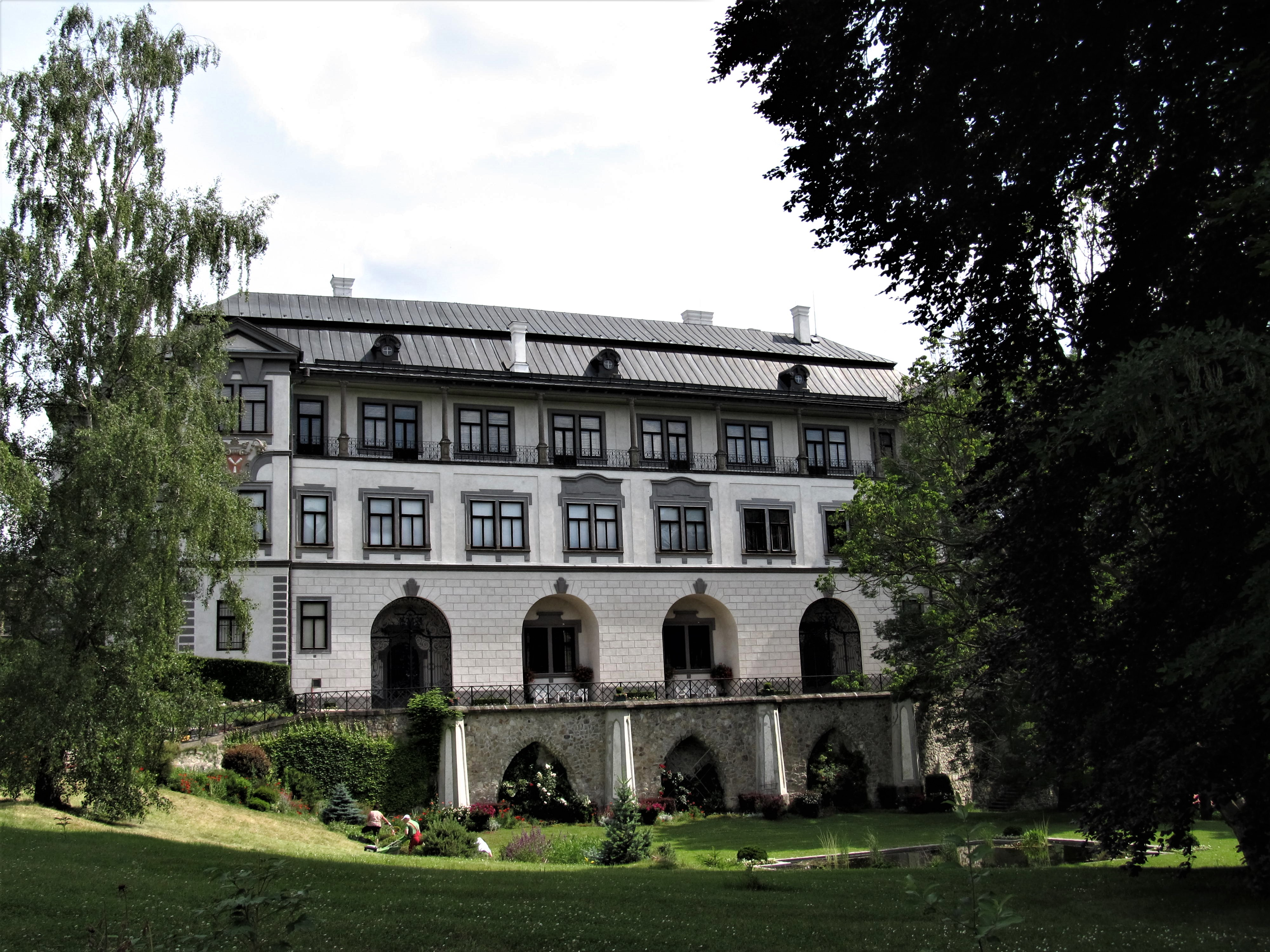
Zahradní průčelí zámku a jižního křídla někdejšího hradu
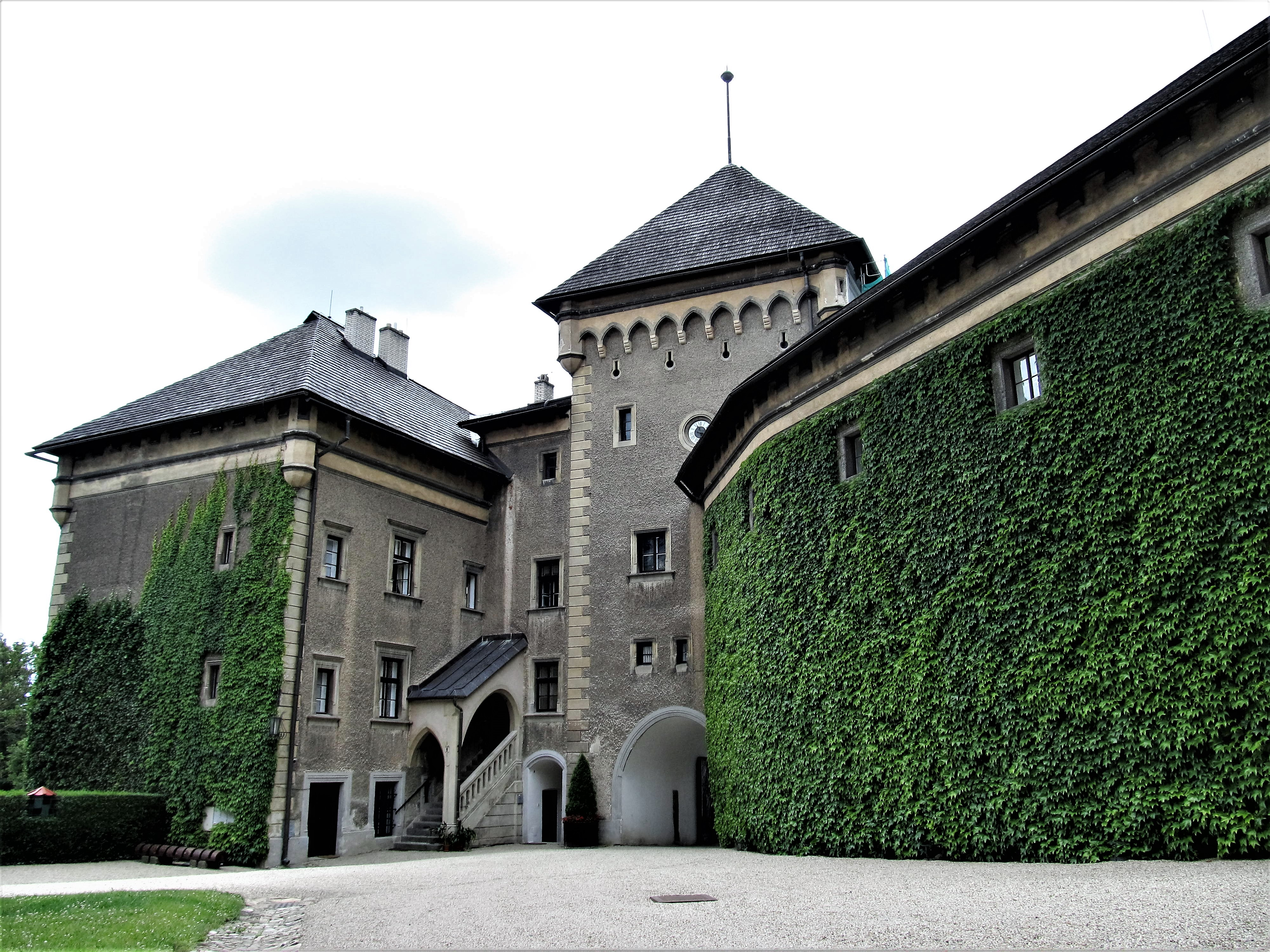
Nádvoří zámku s hospodářskými budovami a branou
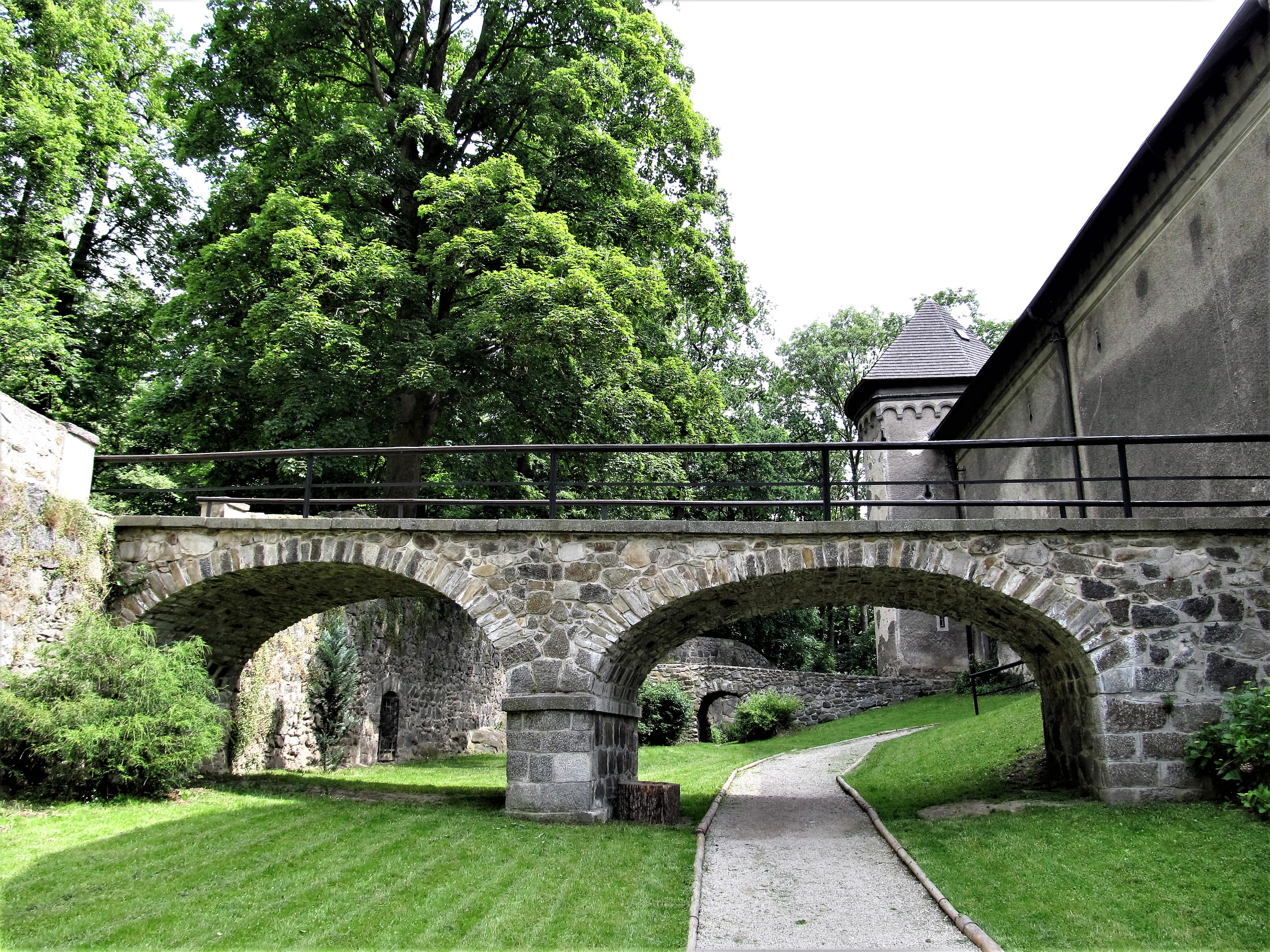
Hradby a opevnění pod západním křídlem zámku
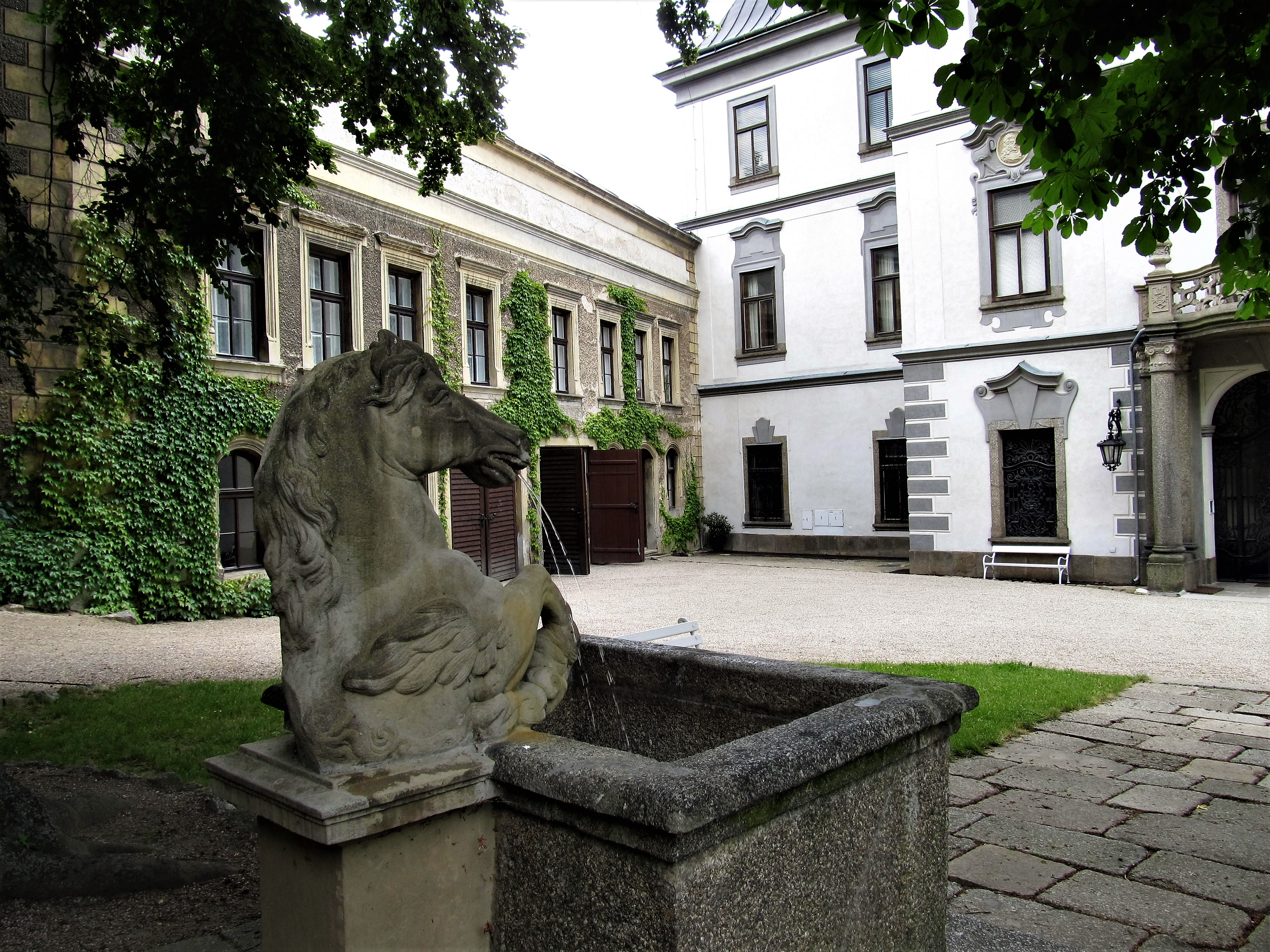
Nádvoří s barokním průčelím zámku a kašnou